# Mario Baeza Gajardo
Mario Baeza Gajardo (1916 -1998) fue un músico chileno. Director y fundador de varios Coros en Chile.

## Actividad cultural
Su primer concierto de importancia se realiza en el Teatro Municipal de Santiago en octubre de 1942, con un coro de estudiantes secundarios y primarios incluyendo en su programa la Cantata n.º 4 de J.S. Bach y obras de Palestrina, Victoria, Janequin y Rameau, compositores prácticamente desconocidos entonces en Chile.
En 1945 Mario Baeza Gajardo fundó el Coro Sinfónico de la Universidad de Chile, bajo el alero del Instituto de Extensión Musical de esa Universidad. Las actividades de difusión de este coro junto al entusiasmo, la mística y la incansable labor de su director y fundador, con su lema "para que todo Chile cante", fueron los que dieron un impulso decisivo al movimiento coral chileno, principalmente por la cantidad de coros y directores que surgieron gracias a su estímulo. La masificación del canto coral chileno alcanzó en los años 50 y 60 proporciones sin precedentes en el país, incluso dentro de Latinoamérica.
En 1949 se inició una nueva etapa de este Coro al cantar por primera vez junto a la Orquesta Sinfónica de Chile en la interpretación de "El Mesías", de Haendel, en una versión en español. Desde entonces participó en forma permanente en las temporadas de conciertos de la Orquesta Sinfónica, dando a conocer una enorme cantidad de oratorios, cantatas, misas y otros géneros corales-orquestales, muchos de los cuales fueron estrenos nacionales y otros, como es el caso de las obras de los compositores chilenos, fueron estrenos universales.
También fundó el Coro Lex de la Facultad de Derecho de la Universidad de Chile en 1957, siendo el primer coro de Facultad universitaria en toda América Latina. Asimismo, los coros del Instituto de Educación Física de la Universidad de Chile, ASIMET, INSA y de la Universidad Técnica del Estado. Este último estuvo bajo su dirección durante 18 años y con él participó en el año 1969 en el Festival de Coros Universitarios en el Lincoln Center de Nueva York y en la Catedral de Washington. En 1974 creó el "Grupo Cámara Chile", como una alternativa cultural en difíciles tiempos para el país.
Con sus coros recorrió toda América, desde Buenos Aires hasta Montreal y efectuó centenares de conciertos en todas las provincias de Chile, dictó clases de Dirección Coral en las cinco Universidades más importantes del país, y en Buenos Aires, Caracas y Ciudad de México. Recibió en 1970 el premio de la Crítica y, en varias ocasiones, el "Laurel de oro" y el premio "Alerce".
Fue fundador en 1957 de la Federación de Coros de Chile convocando en el puerto de San Antonio a los directores de coros del país y fue su primer Presidente Nacional, además publicó veintitrés obras de divulgación coral y musical. Creó instancias a nivel nacional como "Todos los estudiantes cantan" y el "Crecer Cantando", programa que desde 1993 a 1997 colaboró en la instalación y desarrollo de la Reforma Educacional que Chile vivió tras el retorno a la democracia. Este programa permitía la innovación metodológica, usando la música y la poesía como medio. En sus 5 años logró instalarse desde la Tercera a la Décima región en la totalidad de las Escuelas del Programa P900 y MECE Rural y en Escuelas del MECE Básico de las zonas más deprimidas socio culturalmente del país, con.una cobertura de 500 mil estudiantes y más de 12 mil escuelas. El material de apoyo del programa contaba con grabaciones realizadas por estudiantes de distintas escuelas de la comuna de Coronel, en los estudios del centro cultural Balmaceda 1215, que tuvo como productor al profesor Felipe Vidal Rojas, que era quien además tenía a su cargo la coordinación general del programa a nivel nacional.
Fue fundador asimismo de la Corporación Arrau (1983) y de la Corporación Teatral Chilena (1992). En 1996 fue designado Profesor Honorario de la Universidad de Chile y recibió la condecoración Gabriela Mistral del Gobierno de Chile.
El 21 de agosto de 1998 fallece a la edad de 82 años, a raíz de una insuficiencia cardiaca. Esto sucedió mientras se desarrollaba una actividad musical, momento en el cual diría al Grupo Cámara Chile. 
Tal fecha ha sido establecido por el Consejo Nacional de la Música como el Día del Canto Coral en Chile.